# Џунко Озава
Џунко Озава (јап. 小澤 純子; 7. децембар 1973) бивша је јапанска фудбалерка.

## Репрезентација
За репрезентацију Јапана дебитовала је 1993. године. Са репрезентацијом Јапана наступала је на Олимпијским играма (1996) и на Светском првенству (1995). За тај тим одиграла је 21 утакмица.

## Статистика
| Јапан  | Јапан | Јапан |
| Год.   | Ута.  | Гол.  |
| ------ | ----- | ----- |
| 1993   | 4     | 0     |
| 1994   | 6     | 0     |
| 1995   | 5     | 0     |
| 1996   | 5     | 0     |
| 1997   | 1     | 0     |
| Укупно | 21    | 0     |